# Mont Meakan
Le mont Meakan (雌阿寒岳, Meakan-dake) est un stratovolcan actif situé dans le parc national d'Akan dans l'île de Hokkaidō au Japon. Culminant à 1 499 m d'altitude, c'est le plus haut sommet du groupe volcanique Akan.
Le volcan se compose de neuf cônes qui se chevauchent, issus de la caldeira Akan sur les rives du lac Akan. Le mont Meakan possède un triple cratère à son sommet. Selon son nom et la légende locale, le mont Meakan est le pendant féminin du mont Oakan de l'autre côté du lac Akan. Il y a deux étangs dans le cratère, 赤沼 (Sekinuma, « étang rouge ») et 青沼 (Aonuma, « étang bleu »).